# Rali da Argentina de 2002
Resultados do 22º Rally Argentina.

## Classificação Final
| DQ | 2 M  | Marcus Grönholm Timo Rautiainen         | Finlândia · Finlândia     | Peugeot 206 WRC Peugeot Total                      | A 8                 |  | 4:05.49,7 -2.19,4 |
| DQ | 1 M  | Richard Burns Robert Reid               | Reino Unido · Reino Unido | Peugeot 206 WRC Peugeot Total                      | A 8                 |  | 4:07.06,8 -1.02,3 |
| 1  | 4 M  | Carlos Sainz Luís Moya                  | Espanha · Espanha         | Ford Focus WRC Ford Motor Co                       | 4:08.09,1 0         |  |                   |
| 2  | 11 M | Petter Solberg Phil Mills               | Noruega · Reino Unido     | Subaru Impreza WRC 555 Subaru World Rally Team     | 4:08.13,1 4         |  |                   |
| 3  | 5 M  | Colin McRae Nicky Grist                 | Reino Unido · Reino Unido | Ford Focus WRC Ford Motor Co                       | 4:10.28,2 2.19,1    |  |                   |
| 4  | 6 M  | Markko Märtin Michael Park              | Estónia · Reino Unido     | Ford Focus WRC Ford Motor Co                       | 4:11.01,5 2.52,4    |  |                   |
| 5  | 15 M | Toni Gardemeister Paavo Lukander        | Finlândia · Finlândia     | Škoda Octavia WRC Škoda Motorsport                 | 4:13.27,9 5.18,8    |  |                   |
| 6  | 14 M | Kenneth Eriksson Tina Thörner           | Suécia · Suécia           | Škoda Octavia WRC Škoda Motorsport                 | 4:14.25,7 6.16,6    |  |                   |
| 7  | 19 M | Juha Kankkunen Juha Repo                | Finlândia · Finlândia     | Hyundai Accent WRC Hyundai Castrol W.R.T.          | 4:16.12,4 8.03,3    |  |                   |
| 8  | 8 M  | Alister McRae David Senior              | Reino Unido · Reino Unido | Mitsubishi Lancer WRC Marlboro Mitsubishi Ralliart | 4:16.58,7 8.49,6    |  |                   |
| 9  | 16 M | Gabriel Pozzo Daniel Stillo             | Argentina · Argentina     | Škoda Octavia WRC Škoda Motorsport                 | 4:22.08,0 13.58,9   |  |                   |
| 10 | 54 P | Ramón Ferreyros Diego Vallejo           | Peru · Espanha            | Mitsubishi Lancer Evo 7                            | 4:32.27,6 24.18,5   |  |                   |
| 11 | 57 P | Toshi Arai Tony Sircombe                | Japão · Nova Zelândia     | Subaru Impreza WRX STI Spike Subaru Team           | 4:32.57,7 24.48,6   |  |                   |
| 12 | 74 P | Karamjit Singh Allen Oh                 | MAS                       | Proton Pert Petronas EON Racing Team               | 4:33.42,7 25.33,6   |  |                   |
| 13 | 102  | Federico Villagra Javier Villagra       | Argentina · Argentina     | Mitsubishi Lancer Evo 6                            | 4:37.39,0 29.29,9   |  |                   |
| 14 | 51 P | Gustavo Trelles Jorge del Buono         | Uruguai · Argentina       | Mitsubishi Lancer Evo 7                            | 4:38.40,7 30.31,6   |  |                   |
| 15 | 52 P | Marcos Ligato Rubén García              | Argentina · Argentina     | Mitsubishi Lancer Evo 7 Top Run                    | 4:39.34,4 31.25,3   |  |                   |
| 16 | 104  | Sebastián Beltrán Edgardo Galindo       | Argentina · Argentina     | Subaru Impreza WRX                                 | 4:40.11,5 32.02,4   |  |                   |
| 17 | 105  | Juan Pablo Raies Jorge Pérez            | Argentina · Argentina     | Mitsubishi Lancer Evo 6                            | 4:43.18,7 35.09,6   |  |                   |
| 18 | 108  | Alfredo Altamirano Edgar Genesio        | Argentina · Argentina     | Subaru Impreza WRX                                 | 4:56.40,2 48.31,1   |  |                   |
| 19 | 71 P | Stefano Marrini Tiziana Sandroni        | Itália · Itália           | Mitsubishi Lancer Evo 7                            | 5:04.35,5 56.26,4   |  |                   |
| 20 | 112  | Pablo Maranzana Jorge González          | Argentina · Argentina     | Mitsubishi Lancer Evo                              | 5:12.54,0 1:04.44,9 |  |                   |
| 21 | 125  | Israel Aizenman Arturo Suárez           | Costa Rica · Costa Rica   | Mitsubishi Lancer Evo                              | 5:21.09,4 1:13.00,3 |  |                   |
| 22 | 114  | Miguel Marino Gustavo Mansilla          | Argentina · Argentina     | Mitsubishi Lancer Evo 6                            | 5:24.58,6 1:16.49,5 |  |                   |
| 23 | 130  | Martín Gallusser Juan Carlos Uberti     | Argentina · Argentina     | Mitsubishi Lancer Evo 3                            | 5:27.43,4 1:19.34,3 |  |                   |
| 24 | 133  | Arturo Abella Nazar Camila Abella Nazar | Argentina · Argentina     | Mitsubishi Lancer Evo 6                            | 5:33.17,7 1:25.08,6 |  |                   |
| 25 | 121  | Ricardo Concha Emilio Acevedo           | Chile · Argentina         | Mitsubishi Lancer Evo 5                            | 5:39.20,3 1:31.11,2 |  |                   |
| 26 | 134  | Julio Sampayo Ezequiel Queralt          | Argentina · Argentina     | Mitsubishi Lancer Evo 6                            | 5:54.36,2 1:46.27,1 |  |                   |
| 27 | 153  | Gustavo González Aldo Zambra            | Chile · Chile             | Suzuki Swift GTI                                   | 6:09.21,0 2:01.11,9 |  |                   |
| 28 | 154  | Guillermo Bottazzini Bernardo Coronel   | Argentina · Argentina     | Suzuki Swift GTI                                   | 6:14.32,4 2:06.23,3 |  |                   |
| 29 | 140  | Edith Weiß Cecilia Lindsell             | Alemanha · Argentina      | Seat Ibiza GTI 16V                                 | 6:19.44,9 2:11.35,8 |  |                   |

## Abandonos
| SS  | N.º  | Piloto Co-piloto                      | Nacionalidade           | Carro                                              | Classe          |          |
| --- | ---- | ------------------------------------- | ----------------------- | -------------------------------------------------- | --------------- | -------- |
| R10 | 3 M  | Harri Rovanperä Risto Pietiläinen     | Finlândia · Finlândia   | Peugeot 206 WRC Peugeot Total                      | Motor           |          |
| R7  | 7 M  | François Delecour Daniel Grataloup    | França · França         | Mitsubishi Lancer WRC Marlboro Mitsubishi Ralliart |                 |          |
| R22 | 10 M | Tommi Mäkinen Kaj Lindström           | Finlândia · Finlândia   | Subaru Impreza WRC 555 Subaru World Rally Team     | Acidente        |          |
| R8  | 17 M | Armin Schwarz Manfred Hiemer          | Alemanha · Alemanha     | Hyundai Accent WRC Hyundai Castrol W.R.T.          | Fuel pressure → |          |
| R10 | 18 M | Freddy Loix Sven Smeets               | Bélgica · Bélgica       | Hyundai Accent WRC Hyundai Castrol W.R.T.          | Electrical →    |          |
| R17 | 23   | Gilles Panizzi Hervé Panizzi          | França · França         | Peugeot 206 WRC Peugeot Total                      | Cooling →       |          |
| R3  | 58 P | Luca Baldini Marco Muzzarelli         | Itália · Itália         | Mitsubishi Lancer Evo 6                            | Motor           |          |
| R15 | 65 P | Beppo Harrach Jutta Gebert            | Áustria · Áustria       | Mitsubishi Lancer Evo 6                            | N 4             |          |
| R17 | 70 P | Giovanni Manfrinato Claudio Condotta  | Itália · Itália         | Mitsubishi Lancer Evo 6                            |                 |          |
| R17 | 76 P | Pavel Valoušek Pierangelo Scalvini    | Chéquia · Itália        | Mitsubishi Lancer Evo 6 Jolly Club                 | N 4             | Mecânica |
| R2  | 106  | Luís Pérez José Volta                 | Argentina · Argentina   | Mitsubishi Lancer Evo 7                            | Acidente        |          |
| R2  | 107  | Andrés Montalto Max Rohrmoser         | Costa Rica · Costa Rica | Subaru Impreza WRX                                 | N 4             | Acidente |
| R16 | 110  | Matías Sas Rubén Quiróz               | Argentina · Argentina   | Mitsubishi Lancer Evo 6                            | Mecânica        |          |
| R3  | 111  | Alejandro Cancio Juan Carbonari       | Argentina · Argentina   | Subaru Impreza WRX                                 | N 4             | Mecânica |
| R2  | 116  | Adrian Santos Juan Damiani            | Argentina · Argentina   | Subaru Impreza WRX                                 | Mecânica        |          |
| R18 | 117  | Juan Odriozola Carlos Chioli          | Argentina · Argentina   | Mitsubishi Lancer Evo 4                            | N 4             | Mecânica |
| R3  | 118  | Daniel Marrochi José Freyre           | Argentina · Argentina   | Mitsubishi Lancer Evo                              | Mecânica        |          |
| R6  | 119  | Javier Fernández Mariana Diego        | Uruguai · Uruguai       | Hyundai Coupé                                      | A 7             | Mecânica |
| R11 | 124  | Ricardo Triviño Jorge Bernal          | México · México         | Mitsubishi Lancer Evo 6                            | Motor           |          |
| R18 | 127  | Daniel Mas Macarena Pizarro           | Chile · Chile           | Subaru Impreza WRX                                 | N 4             | Mecânica |
| R6  | 128  | Alfonso Quirola George Richards       | Equador · Equador       | Mitsubishi Lancer Evo 5                            | Mecânica        |          |
| R17 | 129  | Carlos Odon Sergio Perugini           | Argentina · Argentina   | Mitsubishi Lancer Evo 6                            | N 4             |          |
| R3  | 131  | Pablo Gaviña Adriana Iriart Urruty    | Argentina · Argentina   | Mitsubishi Lancer Evo 3                            | Mecânica        |          |
| R4  | 132  | Carlos Cruz Martin Lofeudo            | Argentina · Argentina   | Subaru Impreza WRX                                 | N 4             | Acidente |
| R7  | 135  | Juan Manuel Solís Matías Mercadal     | Argentina · Argentina   | Fiat Palio 16V                                     | Mecânica        |          |
| R13 | 136  | Jorge Angeloni Enrique Marangiu       | Argentina · Argentina   | Seat Ibiza GTI 16V                                 | N 3             |          |
| R8  | 137  | Hernán Kim Luciano Gennoni            | Argentina · Itália      | Seat Ibiza GTI 16V                                 | Mecânica        |          |
| R8  | 138  | Fernando Ruíz César Lahis             | Argentina · Argentina   | Seat Ibiza GTI 16V                                 | N 3             | Mecânica |
| R21 | 141  | Eduardo G. Aguirre Eduardo A. Aguirre | Chile · Chile           | Seat Ibiza GTI 16V                                 |                 |          |
| R8  | 142  | Gustavo Simonetta Gustavo Beccaria    | Argentina · Argentina   | Seat Ibiza GTI 16V                                 | N 3             | Mecânica |
| R10 | 143  | Sebastián Zunino Francisco Zunino     | Argentina · Argentina   | Renault Mégane Coupé                               | Mecânica        |          |
| R17 | 144  | Luís Gius José Silbera                | Argentina · Argentina   | Seat Ibiza GTI 16V                                 | N 3             | Mecânica |
| R11 | 145  | Carlos Cuevas Alberto Cuevas          | Argentina · Argentina   | Seat Ibiza GTI 16V                                 | Mecânica        |          |
| R14 | 146  | Juan Alonso Ernesto Gatti             | Argentina · Argentina   | Fiat Palio 16V                                     | A 6             | Mecânica |
| R9  | 148  | Roberto Castelli Roberto Bulaccio     | Argentina · Argentina   | Seat Ibiza GTI 16V                                 |                 |          |
| R8  | 150  | Angel Ruíz Alejandro Elvira           | Argentina · Argentina   | Seat Ibiza GTI 16V                                 | N 3             | Mecânica |
| R11 | 151  | Juan Biondi Juan Caselli              | Itália · Argentina      | Renault Clio Williams                              | Mecânica        |          |